# Giuliano Simeone
Giuliano Simeone Baldini (ur. 18 grudnia 2002 w Rzymie) – włosko-argentyński piłkarz hiszpańskiego pochodzenia grający na pozycji napastnika w hiszpańskim klubie Atlético Madryt. Młodzieżowy reprezentant Argentyny. Uczestnik Letnich Igrzysk Olimpijskich 2024 w Paryżu.